# 滝澤友恵
滝澤 友恵（たきざわ ともえ、1987年2月19日 - ）は、埼玉県出身で福岡県在住の競艇選手。登録番号4493。身長163cm。血液型B型。102期。福岡支部所属。夫に同じ競艇選手の水摩敦（登録番号4413）、同期に前田将太、上野真之介、樋口由加里らがいる。

## 来歴
- 競艇との出会いは小学生のとき。
- やまと競艇学校の初挑戦は中学3年の終わりの時で結果は不合格。
- 高校入学後もやまと競艇学校への受験を続けるが、計8回もの不合格。
- 高校卒業後、化粧品メーカーにいったん就職するも、再度やまと競艇学校の試験を受け初受験から約4年半かかって9回目にして合格。
- やまと競艇学校時代、当初は101期として入学したが操縦訓練中に左腕腕骨骨幹部や肋骨の骨折、肺挫傷、右足靭帯損傷の重傷を負って長期間の休学と治療を余儀なくされた。復学後も怪我の影響による体調不良で満足な訓練をすることができなかったが、102期生としてデビューすることができた[1]。リーグ戦勝率4.17（準優出1　優出以上はなし）の成績を残した。
- 2008年12月9日、多摩川競艇場でデビュー（6着）。
- 2009年11月28日、住之江競艇場での「男女ダブル優勝戦　第4回森下仁丹杯争奪戦」2日目1Rで初勝利（94走目）。
- 2010年7月24日、芦屋競艇場での「外向発売所アシ夢テラスオープン記念」初日1Rで、人気を集めた長野壮志郎（90期・登録番号4155）が着外となり、2着に6号艇の柳橋宏紀（89期・登録番号4146）、3着に2号艇の佐々野正行（41期・登録番号2804）が入り、3連単47万1450円の高配当は当時歴代3位の記録となった（1位は2011年5月22日の徳山競艇場での682,760円）[2]。

## 戦績
- 出走回数：514回
- 1着回数：11回
- 優出回数：0回
- 優勝回数：0回
- フライング(F)回数：4回
- 出遅れ(L)回数：0回
- 通算勝率：2.50
- 2連対率：6.42
- 3連対率：14.59
- 生涯獲得賞金：22,056,000円